# Steinmaur
Steinmaur é um município da região de Dielsdorf, no cantão de Zurique, na Suíça.